# Tchkhorotskou
Tchkhorotskou (en géorgien : ჩხოროწყუ, qui signifie littéralement en mingrélien: “neuf sources”) est un village de Géorgie occidentale, dans la région (mkhare) de Mingrélie-Haute Svanétie, qui est aussi le centre administratif du district de Tchkhorotskou.
Il comptait 3 141 habitants en 2014 (y compris 1 500 personnes déplacées originaires d'Abkhazie).